# Estadio municipal San Juan Bosco
El estadio municipal San Juan Bosco, o simplemente conocido como San Juan Bosco, es un estadio deportivo situado en el municipio de Utrera, Sevilla, en la Avenida Paseo de Consolación. Fue inaugurado en el año 1948 y en él disputa sus partidos como local el Club Deportivo Utrera, principal equipo de la ciudad, además de sus categorías inferiores y otros clubes de la ciudad como el CD Cantera de Utrera o la Peña el Búcaro. Este estadio puede albergar un máximo de 3000 espectadores.
- Datos: Q21006290